# Distrito electoral 02 (Nebraska)
El distrito electoral 02 (en inglés: Precinct 02) es un distrito electoral ubicado en el condado de Dawes en el estado estadounidense de Nebraska. En el Censo de 2010 tenía una población de 1163 habitantes y una densidad poblacional de 41,3 personas por km².

## Geografía
El distrito electoral 02 se encuentra ubicado en las coordenadas 42°49′54″N 103°4′57″O / 42.83167, -103.08250. Según la Oficina del Censo de los Estados Unidos, el distrito electoral 02 tiene una superficie total de 28.16 km², de la cual 28.01 km² corresponden a tierra firme y (0.52%) 0.15 km² es agua.

## Demografía
Según el censo de 2010, había 1163 personas residiendo en el distrito electoral 02. La densidad de población era de 41,3 hab./km². De los 1163 habitantes, el distrito electoral 02 estaba compuesto por el 85.64% blancos, el 1.98% eran afroamericanos, el 7.82% eran amerindios, el 0.43% eran asiáticos, el 0.69% eran isleños del Pacífico, el 0.6% eran de otras razas y el 2.84% pertenecían a dos o más razas. Del total de la población el 2.75% eran hispanos o latinos de cualquier raza.